# Коравина
Коравината е свойството на твърдите деформируеми тела да се съпротивляват срещу деформиране при приложена върху тях сила. В Международната система единици коравината се измерва в нютони на метър (N/m).
За линейно деформируемо тяло с една степен на свобода (например метален прът, подложен на центричен опън под границата на пропоционалност) коравината се дефинира като:
{\displaystyle k={\frac {F}{\delta }}}
където:
{\displaystyle F} е приложената върху тялото сила, действаща в посока на степента на свобода;
{\displaystyle \delta } е преместването, предизвикано от силата в посоката, в която тя действа.
При по-сложни механични системи коравината има тензорни свойства и се описва с матрица на коравина. В реалните системи връзката между коравината и натоварването е нелинейна.
В Съпротивление на материалите коравината се дефинира като произведение от материална константа и геометрична характеристика на натовареното напречно сечение, в зависимост от вида на съпротивата, например:
{\displaystyle EA} е коравина при чист опън или при чист натиск, където {\displaystyle E} е модул на еластичност, а {\displaystyle A} е площта на напречното сечение;
{\displaystyle EI} e коравина при чисто огъване, където {\displaystyle I} e осев инерционен момент на напречното сечение спрямо оста, около която е огъването;
{\displaystyle GI_{t}} е коравина при чисто усукване на кръгово напречно сечение, където {\displaystyle G} e модул на срязване, а {\displaystyle I_{t}} e полярен инерционен момент на сечението.